# Ravensthorpe (Cambridgeshire)
Ravensthorpe – dzielnica miasta Peterborough, w Anglii, w Cambridgeshire, w dystrykcie (unitary authority) Peterborough. W 2011 roku dzielnica liczyła 7990 mieszkańców.